# Jujutsu na Igrzyskach Azjatyckich 2018
Jujutsu na Igrzyskach Azjatyckich 2018 – jedna z dyscyplin rozgrywana podczas igrzysk azjatyckich w Dżakarcie i Palembangu. Zawody odbyły w dniach 24 – 26 sierpnia w Jakarta Convention Center w stolicy Indonezji. Do rywalizacji w ośmiu konkurencjach przystąpiło 235 zawodników z 29 państw. Ta dyscyplina została po raz pierwszy rozegrana na igrzyskach azjatyckich.

## Uczestnicy
W zawodach wzięło udział 235 zawodników z 29 państw.
| Reprezentacja                | Liczba zawodników |
| ---------------------------- | ----------------- |
| Afganistan                   | 9                 |
| Arabia Saudyjska             | 6                 |
| Bahrajn                      | 6                 |
| Chiny                        | 2                 |
| Chińskie Tajpej              | 3                 |
| Filipiny                     | 11                |
| Indie                        | 3                 |
| Indonezja                    | 16                |
| Irak                         | 5                 |
| Iran                         | 10                |
| Jemen                        | 4                 |
| Jordania                     | 15                |
| Kambodża                     | 2                 |
| Kazachstan                   | 18                |
| Kirgistan                    | 13                |
| Korea Południowa             | 2                 |
| Kuwejt                       | 4                 |
| Liban                        | 1                 |
| Mongolia                     | 16                |
| Pakistan                     | 4                 |
| Palestyna                    | 4                 |
| Singapur                     | 7                 |
| Syria                        | 2                 |
| Tadżykistan                  | 7                 |
| Tajlandia                    | 14                |
| Turkmenistan                 | 12                |
| Uzbekistan                   | 17                |
| Wietnam                      | 5                 |
| Zjednoczone Emiraty Arabskie | 17                |
| 29 reprezentacji             | 235               |

## Medaliści
| Konkurencja    | Złoto                 | Srebro                 | Brąz                        |           |
| Mężczyźni      | Mężczyźni             | Mężczyźni              | Mężczyźni                   | Mężczyźni |
| -------------- | --------------------- | ---------------------- | --------------------------- | --------- |
| Ne-waza –56 kg | Hamad Nawad           | Khalid Al-Blooshi      | Nurżan Sejduali             | [ 3 ]     |
| Ne-waza –56 kg | Hamad Nawad           | Khalid Al-Blooshi      | Kemal Meredow               | [ 3 ]     |
| Ne-waza –62 kg | Darchan Nortajew      | Omar Al-Fadhli         | Freeh Al-Harahsheh          | [ 4 ]     |
| Ne-waza –62 kg | Darchan Nortajew      | Omar Al-Fadhli         | Said Al-Mazrouei            | [ 4 ]     |
| Ne-waza –69 kg | Torokan Bagynbai uulu | Talib Al-Kirbi         | Nartaj Każekow              | [ 5 ]     |
| Ne-waza –69 kg | Torokan Bagynbai uulu | Talib Al-Kirbi         | Banpot Lertthaisong         | [ 5 ]     |
| Ne-waza –77 kg | Rusłan Israjłow       | Nursułtan Alymkułow    | Abdelkarim Al-Rashid        | [ 6 ]     |
| Ne-waza –77 kg | Rusłan Israjłow       | Nursułtan Alymkułow    | Mohamed Al-Qubaisi          | [ 6 ]     |
| Ne-waza –85 kg | Haidar Al-Rasheed     | Khalfan Belhol         | Abdurahmanhadżi Murtazaliew | [ 7 ]     |
| Ne-waza –85 kg | Haidar Al-Rasheed     | Khalfan Belhol         | Murtazali Murtazaliew       | [ 7 ]     |
| Ne-waza –94 kg | Faisal Al-Ketbi       | Zaid Sami              | Rizat Machasziew            | [ 8 ]     |
| Ne-waza –94 kg | Faisal Al-Ketbi       | Zaid Sami              | Hwang Myeng-se              | [ 8 ]     |
| Kobiety        |                       |                        |                             |           |
| Ne-waza –49 kg | Jessa Khan            | Mahra Al-Hinaai        | Margarita Ochoa             | [ 9 ]     |
| Ne-waza –49 kg | Jessa Khan            | Mahra Al-Hinaai        | Dương Thị Thanh Minh        | [ 9 ]     |
| Ne-waza –62 kg | Sung Ki-ra            | Tian En Constance Lien | Yara Kakish                 | [ 10 ]    |
| Ne-waza –62 kg | Sung Ki-ra            | Tian En Constance Lien | Cogchuu Udwal               | [ 10 ]    |

## Tabela medalowa
| Pozycja | Reprezentacja                | Złoto | Srebro | Brąz | Razem |
| ------- | ---------------------------- | ----- | ------ | ---- | ----- |
| 1.      | Zjednoczone Emiraty Arabskie | 2     | 5      | 2    | 9     |
| 2.      | Kazachstan                   | 2     | 0      | 3    | 5     |
| 3.      | Jordania                     | 1     | 1      | 3    | 5     |
| 4.      | Kirgistan                    | 1     | 1      | 2    | 4     |
| 5.      | Korea Południowa             | 1     | 0      | 1    | 2     |
| 6.      | Kambodża                     | 1     | 0      | 0    | 1     |
| 7.      | Singapur                     | 0     | 1      | 0    | 1     |
| 8.      | Filipiny                     | 0     | 0      | 1    | 1     |
| 8.      | Mongolia                     | 0     | 0      | 1    | 1     |
| 8.      | Tajlandia                    | 0     | 0      | 1    | 1     |
| 8.      | Turkmenistan                 | 0     | 0      | 1    | 1     |
| 8.      | Wietnam                      | 0     | 0      | 1    | 1     |
| Razem   | Razem                        | 8     | 8      | 16   | 32    |